# Karl-Ernst Apfelbacher
Karl-Ernst Apfelbacher (* 22. August 1940 in München; † 15. Mai 2015 ebenda) war ein deutscher Theologe, römisch-katholischer Priester, Hochschullehrer und Autor.

## Leben
Aufgewachsen in München, studierte Apfelbacher nach seinem Abitur am Wilhelmsgymnasium 1959 Philosophie und Theologie in Freiburg im Breisgau und München. Er war nach seiner Priesterweihe 1966 durch Julius Döpfner im Erzbistum München und Freising in verschiedenen Seelsorgestellen tätig, 1977 promovierte er bei Heinrich Fries mit einer Arbeit über den protestantischen Theologen Ernst Troeltsch in Theologie. Er war ab 1975 als Präfekt am Priesterseminar München und Leiter des Studienkollegs V3 (in Nachfolge von Josef Hainz), sowie als kommissarischer Ausbildungsleiter und Mentor für Pastoralassistenten tätig.
Er arbeitete als Wissenschaftlicher Assistent an der Ludwig-Maximilians-Universität München, als Gastprofessor im Rahmen des Theologischen Studienjahres Jerusalem an der Dormitio-Abtei und seit 1984 als Pfarrer in St. Ursula (München), auch leitete er als Dekan das damalige Erzbischöfliche Dekanat München-Schwabing. 2005 trat er in den Ruhestand ein.
In seiner wissenschaftlichen Tätigkeit widmete er sich besonders Themen der Ökumenischen Theologie, der Deutschen Mystik, der Trauer und der Theologie Ernst Troeltschs.
Karl-Ernst Apfelbacher verstarb im Mai 2015 in München. Seine Grabstätte befindet sich auf dem Münchner Nordfriedhof.

## Werke (Auswahl)

### Monographien
- mit Peter Neuner (Hrsg.): Ernst Troeltsch. Briefe an Friedrich von Hügel 1901–1923 (= Konfessionskundliche Schriften des Johann-Adam-Möhler-Instituts, Bd. 11). Paderborn 1974, ISBN 3-87088-114-3.
- Frömmigkeit und Wissenschaft. Ernst Troeltsch und sein theologisches Programm (= Beiträge zur ökumenischen Theologie, Bd. 18). München, Paderborn, Wien 1978, ISBN 3-506-70768-X (Zugl.: München, Univ., 01 – Fachbereich Kath. Theologie, Diss., 1977).
- Selig die Trauernden. Kulturgeschichtliche Aspekte des Christentums. Pustet, Regensburg 2002, ISBN 3-7917-1797-9.

### Beiträge in Sammelwerken
- Bußsakrament. Erinnerung an eine versandete Reform. In: Christoph Böttigheimer, Hubert Filser (Hrsg.): Kircheneinheit und Weltverantwortung. Festschrift für Peter Neuner. Regensburg 2006, ISBN 978-3-7917-1998-6, S. 97–115.
- Schuld und Trauer – Im Leiden Hoffnung finden? In: Johanna Kuriç, Josef Raischl (Hrsg.): nahe sein, loslassen. Spirituelle Erfahrung in der Begleitung von Sterbenden. Freiburg im Breisgau, Basel, Wien 2003, ISBN 3-451-28233-X.
- Pastoralassistent – Chancen eines neuen kirchlichen Berufes. In: Klemens Hellinger, Markus John, Sprecherrat der Pastoralassistent(inn)en und Pastoralreferent(inn)en in der Erzdiözese München und Freising (Hrsg.): Vom Geist der Kirche hinzugefügt. 40 Jahre Pastoralassistent(inn)en und Pastoralreferent(inn)en in der Erzdiözese München und Freising. München 2011, S. 46–60.
- Ernst Troeltsch (1865–1923). In: Heinrich Fries, Georg Kretschmar (Hrsg.): Klassiker der Theologie. Band 2: Von Richard Simon bis Dietrich Bonhoeffer. München 1983, S. 241–262. (PDF)

### Artikel in Fachzeitschriften
- Christliche Ethik und revolutionäre Gewalt. In: Stimmen der Zeit, Band 186, 1970, Heft 12, S. 378–395.
- mit Heinrich Fries, Johannes Brosseder, Peter Neuner: Hinter das Konzil zurück? Stellungnahme zur Arbeitsgrundlage „Das priesterliche Amt“ für die Diskussion in der römischen Bischofssynode. In: Publik 1971 Nr. 26 (25. Juni) S. 21.
- mit Peter Neuner: Neues Dokument für die Bischofssynode. Internationale Theologenkommission legt Diskussionspapier über die Priesterfrage vor. In: Publik 1971 Nr. 30 (23. Juli) S. 15.
- Kirchenunion im 20. Jahrhundert. In: Stimmen der Zeit, 191. Jahrgang, 1973, Heft 11, S. 759–779.
- Religiöse Erfahrung im „Modernismus“. In: Stimmen der Zeit, 196. Jahrgang, 1978, Heft 2, S. 127–130.
- Distanzierung von der Kirche. In: Stimmen der Zeit, 197. Jahrgang Band, 1979, Heft 6, S. 423–427.
- Die Erneuerung des Bußsakraments. In: Stimmen der Zeit, 198. Band, 1980, Heft 4, S. 280–284.
- München zwischen Babylon und Jerusalem. In: Blickpunkt. St. Ursula, Heft Sommer 2001, München 2001, S. 13–19.
- Trauer und Trauerscheu. Kulturgeschichtliche Wurzeln eines widersprüchlichen Verhaltens. In: Stimmen der Zeit, 220. Jahrgang, 2002, Heft 11, S. 756–766.
- 50 Jahre Zweites Vatikanisches Konzil. Neuorientierung im Selbstverständnis der Kirche. Die Kirchenkonstitution »Lumen Gentium«. Die Magna Charta des Konzils. In: PUK, 151. Jahrgang, Heft 2. (Online verfügbar)
- Theologie und Kultur. Ernst Troeltsch und seine Aktualität, In: Stimmen der Zeit, 233. Jahrgang. 2015, Heft 2, S. 95–106.
- Zur Zukunft des Bußsakraments. Eine Erinnerung an unerledigte Diskussionen. (Das Thema: Dienst der Versöhnung) In: PUK, Heft 6, 154. Jahrgang, 2015, S. 762–769.

### Interview
- Stefan Orth, „Im Schmerz zusammenkommen“.Ein Gespräch mit Karl-Ernst Apfelbacher über die heutigen Schwierigkeiten mit der Trauer, In: Herderkorrespondenz, 57. Jahrgang, 2003, Heft 4, S. 177–183. Online verfügbar.

### Predigten
- „Heute ist diesem Haus das Heil geschenkt worden“ (Lk 19,9). Predigt zu 1 Kor 3, 9c–11.16–17, Lk 19, 1–10 und Joh 1, 35–39. Online verfügbar
- „Alles kommt von Gott, der uns mit sich durch Christus versöhnt und uns den Dienst der Versöhnung gegeben hat.“(2 Kor 5, 18), Predigt zum 2. Oktober 2005. Online verfügbar
- Im Dienst der Versöhnung. Zu 2 Kor 5, 18, Predigt und Fürbitten anläßlich des 40. Weihetags 02. Juli 2006. Online verfügbar
- »… allezeit beten und darin nicht nachlassen«. Predigt Neunundzwanzigster Sonntag/Kirchweihfest – 21. Oktober 2007. In: PUK, Heft 6, 146. Jahrgang, 2007.
- Vollmacht, »alle Krankheiten zu heilen«. Predigt Elfter Sonntag – 15. Juni 2008. In: PUK, Heft 4, 147. Jahrgang, 2008.
- Jobs Klage – Jobs Glaube. Predigt Fünfter Sonntag – 8. Februar 2009. In: PUK, Heft 2, 148. Jahrgang, 2009, S. 175–178.
- »Marta, Marta, du machst dir viele Sorgen und Mühen«. Predigt Sechzehnter Sonntag – 18. Juli 2010. In: PUK, Heft 4, 149. Jahrgang, 2010.
- Licht der Welt durch Barmherzigkeit. Predigt Fünfter Sonntag – 6. Februar 2011. In: PUK, Heft 2, 150. Jahrgang, 2011, S. 173–176.
- Jesus und der leidene Knecht Gottes (Jes 52,13 - 53,12). Predigt Karfreiteg – 22. April 2011. In: PUK, Heft 3, 150. Jahrgang, 2011, S. 345–348.
- »Seht, Gott, der Herr kommt mit Macht!«. Predigt Zweiter Adventsonntag – 4. Dezember 2011. In: PUK, Heft 1, 151. Jahrgang, 2012, S. 15–17.
- »… wie am Tag von Midian«. Predigt Weihnachten – 24./25. Dezember 2013. In: PUK, Heft 1, 152. Jahrgang, 2014.
- »Kirche im Missionarischen Aufbruch« (Papst Franziskus). Predigt Pfingsten – 24./25. Mai 2015. In: PUK, Heft 3, 154. Jahrgang, 2015, S. 377–380. online verfügbahr

### Rezensionen
- Rezension zu: Claus Arnold, Kleine Geschichte des Modernismus, Freiburg i. Br. 2007, 160 S., aktualisierte polnische Version: Mała historia modernizmu, Krakau 2009, 160 S. (übersetzt von Tadeusz Zatorski). In: Theologische Revue 103/6 (2007), S. 474–476.